# Collegio di Liverpool West Derby
Liverpool West Derby è un collegio elettorale situato nel Merseyside, nel Nord Ovest dell'Inghilterra, e rappresentato alla Camera dei comuni del Parlamento del Regno Unito. Elegge un membro del parlamento con il sistema maggioritario a turno unico; l'attuale parlamentare è Ian Byrne, eletto con il Partito Laburista nel 2019.

## Estensione

Liverpool West Derby dal 2010 al 2024

- 1885-1918: il ward del Municipal Borough di Liverpool diWest Derby.
- 1918-1950: i ward del County Borough di Liverpool di Anfield, Breckfield e West Derby.
- 1950-1955: i ward del County Borough di Liverpool di Croxteth e West Derby.
- 1955-1983: i ward del County Borough di Liverpool di Clubmoor, Croxteth, Dovecot e Gillmoss.
- 1983-1997: i ward della città di Liverpool di Clubmoor, Croxteth, Dovecot, Gillmoss e Pirrie.
- 1997-2010: i ward della città di Liverpool di Clubmoor, Croxteth, Dovecot, Gillmoss, Pirrie e Tuebrook.
- 2010-2024: i ward della città di Liverpool di Croxteth, Knotty Ash, Norris Green, Tuebrook and Stoneycroft, West Derby e Yew Tree.
- dal 2024: i ward o parte dei ward della città di Liverpool di Anfield, Broadgreen, Kensington & Fairfield, Knotty Ash and Dovecot Park, Old Swan East, Old Swan West, Sandfield Park, Stoneycroft, Tuebrook Breckside Park, Tuebrook Larkhill, West Derby Deysbrook, West Derby Leyfield, West Derby Muirhead e Yew Tree e i ward del borgo metropolitano di Knowsley di Page Moss e Swanside.

Il collegio è uno dei cinque che coprono la città di Liverpool, e copre la parte nord-orientale della città, inclusi Croxteth, Gillmoss, Knotty Ash, Norris Green, Tuebrook e Stoneycroft, come anche West Derby stesso.
A seguito delle modifiche della rappresentanza parlamentare del Merseyside, la Boundary Commission for England modificò i confini di Liverpool West Derby in occasione delle elezioni generali del 2010.

## Membri del parlamento
| Elezione | Elezione                  | Deputato             | Partito            |
| -------- | ------------------------- | -------------------- | ------------------ |
|          | 1885                      | Claud Hamilton       | Conservatore       |
| 1888 (S) | William Cross             |                      | Conservatore       |
| 1893 (S) | Walter Long               |                      | Conservatore       |
| 1900     | Samuel Wasse Higginbottom |                      | Conservatore       |
| 1903 (S) | William Rutherford        |                      | Conservatore       |
| 1918     | Frederick Edward Smith    |                      | Conservatore       |
| 1919 (S) | William Reginald Hall     |                      | Conservatore       |
|          | 1923                      | Charles Sydney Jones | Liberale           |
|          | 1924                      | John Sandeman Allen  | Conservatore       |
| 1935     | David Maxwell Fyfe        |                      | Conservatore       |
| 1954 (S) | John Woollam              |                      | Conservatore       |
|          | 1964                      | Eric Ogden           | Laburista          |
|          | 1981                      | Eric Ogden           | Social Democratico |
|          | 1983                      | Bob Wareing          | Laburista          |
|          | 2007                      | Bob Wareing          | Indipendente       |
|          | 2010                      | Stephen Twigg        | Laburista Co-Op    |
|          | 2019                      | Ian Byrne            | Laburista          |
|          | Lug 2024                  | Ian Byrne            | Indipendente       |
|          | Feb 2025                  | Ian Byrne            | Laburista          |

## Elezioni

### Elezioni negli anni 2020
| Partito                    | Partito                                | Candidato                  | Risultati 4 luglio 2024 | Risultati 4 luglio 2024 |
| Partito                    | Partito                                | Candidato                  | Voti                    | %                       |
| -------------------------- | -------------------------------------- | -------------------------- | ----------------------- | ----------------------- |
|                            | Laburista                              | Ian Byrne                  | 25 302                  | 66,57                   |
|                            | Reform UK                              | Jack Boyd                  | 4 879                   | 12,84                   |
|                            | Verdi                                  | Maria Coughlan             | 2 647                   | 6,96                    |
|                            | Liberale                               | Steve Radford              | 2 336                   | 6,15                    |
|                            | Conservatore                           | Charlotte Duthie           | 1 566                   | 4,12                    |
|                            | Lib Dem                                | Kayleigh Halpin            | 1 276                   | 3,36                    |
|                            |                                        |                            |                         |                         |
| Iscritti                   | Iscritti                               | Iscritti                   | 69 934                  | 100,00                  |
| ↳ Votanti (% su iscritti)  | ↳ Votanti (% su iscritti)              | ↳ Votanti (% su iscritti)  | 38 006                  | 54,35                   |
| ↳ Astenuti (% su iscritti) | ↳ Astenuti (% su iscritti)             | ↳ Astenuti (% su iscritti) | 31 928                  | 45,65                   |
|                            |                                        |                            |                         |                         |
|                            | Esito: collegio confermato a Laburista |                            |                         |                         |

### Elezioni negli anni 2010
| Partito                    | Partito                                | Candidato                  | Risultati 12 dicembre 2019 | Risultati 12 dicembre 2019 |
| Partito                    | Partito                                | Candidato                  | Voti                       | %                          |
| -------------------------- | -------------------------------------- | -------------------------- | -------------------------- | -------------------------- |
|                            | Laburista                              | Ian Byrne                  | 34 117                     | 77,56                      |
|                            | Conservatore                           | Tom Bradley                | 4 133                      | 9,40                       |
|                            | Brexit                                 | Ray Pearson                | 2 012                      | 4,57                       |
|                            | Liberale                               | Steve Radford              | 1 826                      | 4,15                       |
|                            | Lib Dem                                | Paul Parr                  | 1 296                      | 2,95                       |
|                            | Verdi                                  | Will Ward                  | 605                        | 1,38                       |
|                            |                                        |                            |                            |                            |
| Iscritti                   | Iscritti                               | Iscritti                   | 65 640                     | 100,00                     |
| ↳ Votanti (% su iscritti)  | ↳ Votanti (% su iscritti)              | ↳ Votanti (% su iscritti)  | 43 989                     | 67,02                      |
| ↳ Astenuti (% su iscritti) | ↳ Astenuti (% su iscritti)             | ↳ Astenuti (% su iscritti) | 21 651                     | 32,98                      |
|                            |                                        |                            |                            |                            |
|                            | Esito: collegio confermato a Laburista |                            |                            |                            |

| Partito                    | Partito                                      | Candidato                  | Risultati 8 giugno 2017 | Risultati 8 giugno 2017 |
| Partito                    | Partito                                      | Candidato                  | Voti                    | %                       |
| -------------------------- | -------------------------------------------- | -------------------------- | ----------------------- | ----------------------- |
|                            | Laburista Co-Op                              | Stephen Twigg              | 37 371                  | 82,75                   |
|                            | Conservatore                                 | Paul Richardson            | 4 463                   | 9,88                    |
|                            | Liberale                                     | Steve Radford              | 2 150                   | 4,76                    |
|                            | Lib Dem                                      | Paul Twigger-Parr          | 545                     | 1,21                    |
|                            | Verdi                                        | Will Ward                  | 329                     | 0,73                    |
|                            | Indipendente                                 | Graham Hughes              | 305                     | 0,68                    |
|                            |                                              |                            |                         |                         |
| Iscritti                   | Iscritti                                     | Iscritti                   | 65 453                  | 100,00                  |
| ↳ Votanti (% su iscritti)  | ↳ Votanti (% su iscritti)                    | ↳ Votanti (% su iscritti)  | 45 163                  | 69,00                   |
| ↳ Astenuti (% su iscritti) | ↳ Astenuti (% su iscritti)                   | ↳ Astenuti (% su iscritti) | 20 290                  | 31,00                   |
|                            |                                              |                            |                         |                         |
|                            | Esito: collegio confermato a Laburista Co-Op |                            |                         |                         |

| Partito                    | Partito                                      | Candidato                  | Risultati 7 maggio 2015 | Risultati 7 maggio 2015 |
| Partito                    | Partito                                      | Candidato                  | Voti                    | %                       |
| -------------------------- | -------------------------------------------- | -------------------------- | ----------------------- | ----------------------- |
|                            | Laburista Co-Op                              | Stephen Twigg              | 30 842                  | 75,17                   |
|                            | UKIP                                         | Neil Miney                 | 3 475                   | 8,47                    |
|                            | Conservatore                                 | Ed McRandal                | 2 710                   | 6,60                    |
|                            | Liberale                                     | Steve Radford              | 2 049                   | 4,99                    |
|                            | Verdi                                        | Rebecca Lawson             | 996                     | 2,43                    |
|                            | Lib Dem                                      | Paul Twigger               | 959                     | 2,34                    |
|                            |                                              |                            |                         |                         |
| Iscritti                   | Iscritti                                     | Iscritti                   | 63 911                  | 100,00                  |
| ↳ Votanti (% su iscritti)  | ↳ Votanti (% su iscritti)                    | ↳ Votanti (% su iscritti)  | 41 031                  | 64,20                   |
| ↳ Astenuti (% su iscritti) | ↳ Astenuti (% su iscritti)                   | ↳ Astenuti (% su iscritti) | 22 880                  | 35,80                   |
|                            |                                              |                            |                         |                         |
|                            | Esito: collegio confermato a Laburista Co-Op |                            |                         |                         |

| Partito                    | Partito                                      | Candidato                  | Risultati 6 maggio 2010 | Risultati 6 maggio 2010 |
| Partito                    | Partito                                      | Candidato                  | Voti                    | %                       |
| -------------------------- | -------------------------------------------- | -------------------------- | ----------------------- | ----------------------- |
|                            | Laburista Co-Op                              | Stephen Twigg              | 22 953                  | 64,14                   |
|                            | Lib Dem                                      | Paul Twigger               | 4 486                   | 12,54                   |
|                            | Liberale                                     | Steve Radford              | 3 327                   | 9,30                    |
|                            | Conservatore                                 | Pamela Hall                | 3 311                   | 9,25                    |
|                            | UKIP                                         | Hilary Jones               | 1 093                   | 3,05                    |
|                            | Laburista Socialista                         | Kai Anderson               | 614                     | 1,72                    |
|                            |                                              |                            |                         |                         |
| Iscritti                   | Iscritti                                     | Iscritti                   | 63 111                  | 100,00                  |
| ↳ Votanti (% su iscritti)  | ↳ Votanti (% su iscritti)                    | ↳ Votanti (% su iscritti)  | 35 784                  | 56,70                   |
| ↳ Astenuti (% su iscritti) | ↳ Astenuti (% su iscritti)                   | ↳ Astenuti (% su iscritti) | 27 327                  | 43,30                   |
|                            |                                              |                            |                         |                         |
|                            | Esito: collegio confermato a Laburista Co-Op |                            |                         |                         |

### Elezioni negli anni 2000
| Partito                    | Partito                                | Candidato                  | Risultati 5 maggio 2005 | Risultati 5 maggio 2005 |
| Partito                    | Partito                                | Candidato                  | Voti                    | %                       |
| -------------------------- | -------------------------------------- | -------------------------- | ----------------------- | ----------------------- |
|                            | Laburista                              | Robert Wareing             | 19 140                  | 62,83                   |
|                            | Lib Dem                                | Patrick Moloney            | 3 915                   | 12,85                   |
|                            | Liberale                               | Steve Radford              | 3 606                   | 11,84                   |
|                            | Conservatore                           | Peter Garrett              | 2 567                   | 8,43                    |
|                            | Laburista Socialista                   | Kai Anderson               | 698                     | 2,29                    |
|                            | UKIP                                   | Peter Baden                | 538                     | 1,77                    |
|                            |                                        |                            |                         |                         |
| Iscritti                   | Iscritti                               | Iscritti                   | 64 542                  | 100,00                  |
| ↳ Votanti (% su iscritti)  | ↳ Votanti (% su iscritti)              | ↳ Votanti (% su iscritti)  | 30 464                  | 47,20                   |
| ↳ Astenuti (% su iscritti) | ↳ Astenuti (% su iscritti)             | ↳ Astenuti (% su iscritti) | 34 078                  | 52,80                   |
|                            |                                        |                            |                         |                         |
|                            | Esito: collegio confermato a Laburista |                            |                         |                         |

| Partito                    | Partito                                | Candidato                  | Risultati 7 giugno 2001 | Risultati 7 giugno 2001 |
| Partito                    | Partito                                | Candidato                  | Voti                    | %                       |
| -------------------------- | -------------------------------------- | -------------------------- | ----------------------- | ----------------------- |
|                            | Laburista                              | Robert Wareing             | 20 454                  | 66,18                   |
|                            | Liberale                               | Steve Radford              | 4 601                   | 14,89                   |
|                            | Lib Dem                                | Patrick Moloney            | 3 366                   | 10,89                   |
|                            | Conservatore                           | William Clare              | 2 486                   | 8,04                    |
|                            |                                        |                            |                         |                         |
| Iscritti                   | Iscritti                               | Iscritti                   | 61 814                  | 100,00                  |
| ↳ Votanti (% su iscritti)  | ↳ Votanti (% su iscritti)              | ↳ Votanti (% su iscritti)  | 30 907                  | 50,00                   |
| ↳ Astenuti (% su iscritti) | ↳ Astenuti (% su iscritti)             | ↳ Astenuti (% su iscritti) | 30 907                  | 50,00                   |
|                            |                                        |                            |                         |                         |
|                            | Esito: collegio confermato a Laburista |                            |                         |                         |

## Risultati dei referendum

### Referendum sulla permanenza del Regno Unito nell'Unione europea del 2016
|             | Collegio             | Lasciare UE % | Rimanere in UE % |
| ----------- | -------------------- | ------------- | ---------------- |
|             | Liverpool West Derby | 50,2%         | 49,8%            |
| Inghilterra | 53,3%                | 46,7%         |                  |
| Regno Unito | 51,9%                | 48,1%         |                  |